# ホナタン・ダビド・ゴンサレス
ホナタン・ダビド・ゴンサレス・バレンシア（スペイン語: Jonathan David González Valencia、1995年7月3日 - ）は、エクアドルのサッカー選手。エクアドル代表。ポジションはDF。

## クラブ歴
CSノルテ・アメリカとCSDインデペンディエンテJTの下部組織に在籍した。2011年にトップチームで初出場。2015年にリーガMXのクラブ・レオンに移籍したが、期限付き移籍が続いた。

## 代表歴
2014年10月10日に行われたアメリカ合衆国代表との親善試合でレナト・イバーラと交代で出場し代表初出場。